# Славно
Славно (пол. Sławno, нім. Schlawe) — місто в північно-західній Польщі, близько 20 км від Балтійського моря. 
За станом на 31 березня 2014 року, місто мало 12 907 жителів.

## Демографія
Демографічна структура станом на 31 березня 2011 року:
|          | Загалом | Допрацездатний вік | Працездатний вік | Постпрацездатний вік |
| -------- | ------- | ------------------ | ---------------- | -------------------- |
| Чоловіки | 6261    | 1253               | 4355             | 653                  |
| Жінки    | 6902    | 1176               | 4093             | 1633                 |
| Разом    | 13163   | 2429               | 8448             | 2286                 |